# Giuseppe Castiglione (politician)
Giuseppe Castiglione (politician) (n. 5 octombrie 1963, Bronte, Sicilia, Italia) este un om politic italian, membru al Parlamentului European în perioada 2004-2009 din partea Italiei.